# Pavol Demeš

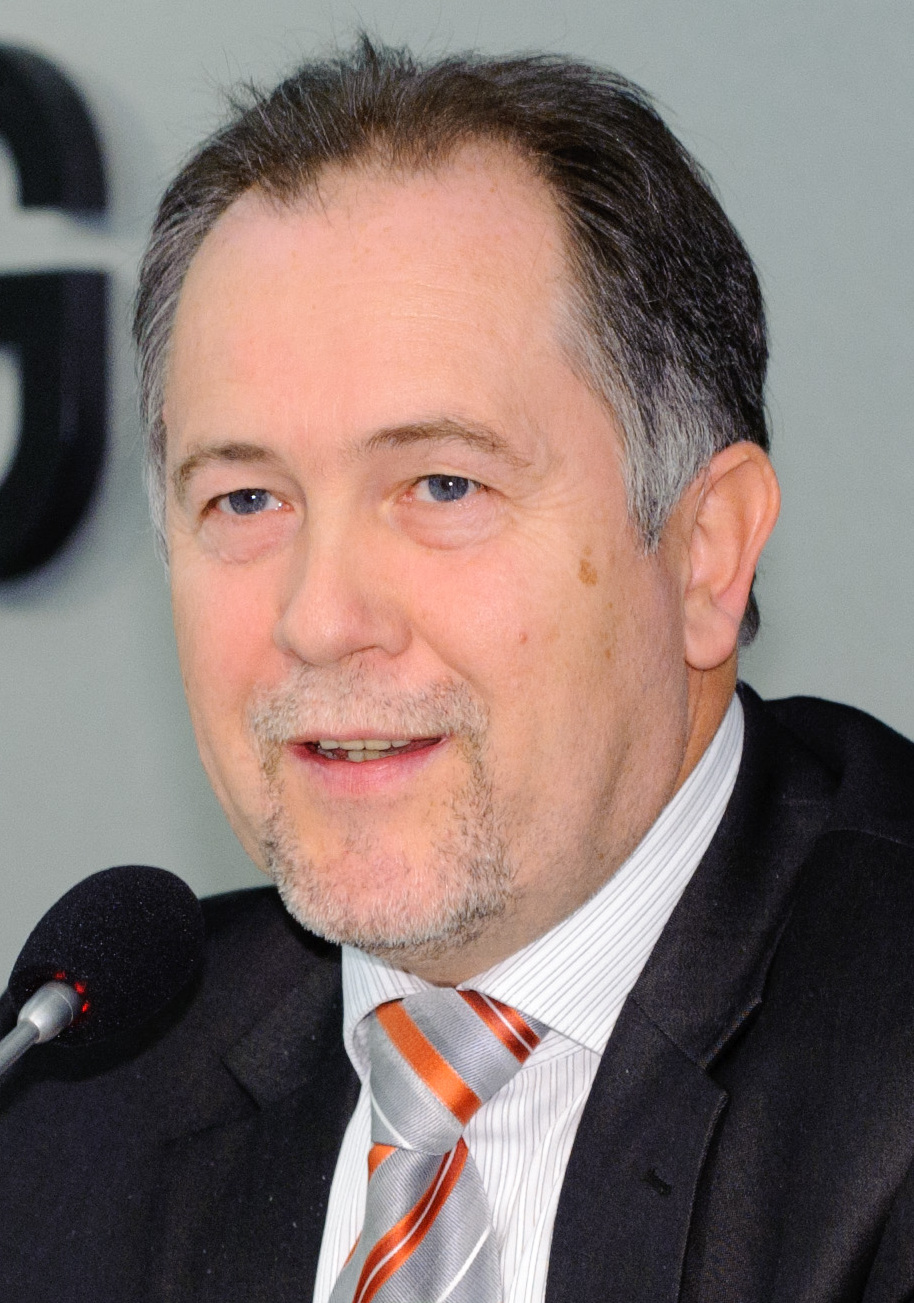
Pavol Demeš (2010)

Pavol Demeš (* 1956) ist ein ehemaliger slowakischer Außenminister und seit 2002 Direktor des German-Marshall-Fund-Büros in Bratislava.

## Leben
Er studierte an der Comenius-Universität in Bratislava, an der Karlsuniversität in Prag und verbrachte ein Studienjahr an der Universität von South Alabama in Mobile.
Der Bio-Mediziner wurde 1989 zu einer Schlüsselfigur im Transformationsprozess von Tschechien und der Slowakei. Für ein Jahr war Pavol Demeš ab 1991 Außenminister, anschließend außenpolitischer Berater von Kováč von 1993 bis 1997. Er beteiligte sich an der Abwahl  Vladimír Mečiars und an der Gründung der Otpor-Bewegung in Serbien. Daneben spielt Pavol Demeš eine Rolle für NGOs und ist zudem ein passionierter Fotograf. Durch den Besuch eines Kolloquiums in der Ukraine kam er 2004 in Kontakt mit Pora!, einer der maßgeblichen Gruppen der Orangefarbenen Revolution, die er daraufhin beriet.

## Auszeichnungen
- 1998 wurde Pavol Demeš mit dem „EU–U.S. Democracy and Civil Society Award“ ausgezeichnet.
- Den USAID Democracy and Governance Award erhielt er 1999
- 2000 erhielt er den Democracy and Civil Society Award.
- 2009 erhielt er den SEEMO - South East Europe Media Organisation Human Rights Award[2]

## Schriften
- Reclaiming democracy : civil society and electoral change in central and eastern Europe, mit Joerg Forbrig; Washington, DC 2007, ISBN 978-80-969639-0-4[3]
- Die Bürgergesellschaft als ein Motor der europäischen Integration: Perspektiven der Zusammenarbeit deutscher und slowakischer Nichtregierungsorganisationen,[4]